# San Francisco, Atlántida
San Francisco är en ort i Honduras.   Den ligger i departementet Atlántida, i den centrala delen av landet, 170 km norr om huvudstaden Tegucigalpa. San Francisco ligger 27 meter över havet och antalet invånare är 2 806.
Terrängen runt San Francisco är varierad.  Trakten runt San Francisco är nära nog obefolkad, med mindre än två invånare per kvadratkilometer. Närmaste större samhälle är La Masica, 8,0 km sydväst om San Francisco. 